# Транспорт Азербайджану
Транспорт Азербайджану представлений автомобільним , залізничним , повітряним , водним (морським)  і трубопровідним ; у населених пунктах та у міжміському сполученні діє громадський транспорт пасажирських перевезень (автобусний) . Площа країни дорівнює 86 600 км² (113-те місце у світі). Форма території країни — складна, подібна до обрисів метелика з центральною широтною віссю долиною Кури; максимальна дистанція з півночі на південь — 385 км, зі сходу на захід — 475 км. Великий ексклав (Нахічевань) на південному заході затиснений між територіями Вірменії, Ірану та Туреччини; ряд малих обопільних ексклавів-анклавів на заході з Вірменією. Географічне положення Азербайджану дозволяє країні контролювати транспортні шляхи з Центральної та Південної Азії через Кавказ до Східної Європи та Близького Сходу; потоки вуглеводнів з Каспійського басейну на Захід.

## Історія становлення і розвитку
Історія розвитку транспорту і транспортних засобів в Азербайджані йде глибоко в минуле. Судноплавство по Каспійському морю, річці Курі, мостяться дороги раннього Середньовіччя, караван-сараї, гостинні двори, були створені, і розвивалися протягом останніх двох тисячоліть. Повідомлення про морські порти на Каспії і судноплавства по ньому відомі з епохи античності.

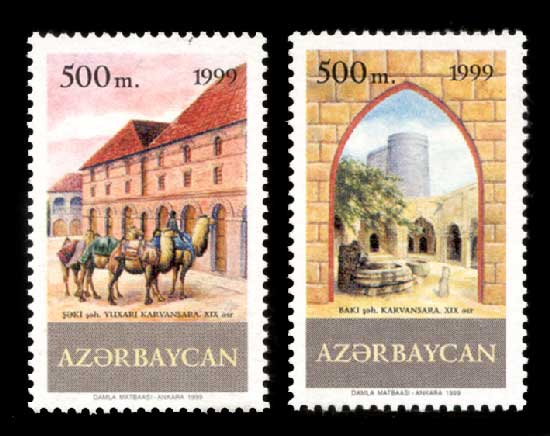
Поштові марки Азербайджану. Праворуч зображено внутрішній двір караван-сараю XIX століття в Баку, ліворуч — фасад караван-сараю XIX століття в Шекі

Сучасна транспортна система Азербайджану, почала свій розвиток з середини XIX-го століття освоєнням і розвитком нафтовидобутку в Азербайджані. Нафтовидобуток, нафтопереробка, і відповідно завдання з доставки їх виробнику і споживачеві відіграли головну роль у розвиток сучасної транспортної системи Азербайджану.
Усі сучасні морські порти на Каспії належать Азербайджану, перші залізниці, більша частина перших автодоріг, перший міський вид транспорту — конка, з'явилися внаслідок розвитку нафтової промисловості. Відповідно і розташування й напрямок цих транспортних об'єктів диктувалися умовами нафтової промисловості. Морські порти будувалися для вивезення нафти і нафтопродуктів, перша залізниця загального призначення Баку — Сабунчі — Сурахани, також спочатку призначалася для транспортування нафти, від центрів видобутку до морського порту. Гужові дороги мали на меті полегшення транспортування нафтопродуктів по землі, які до появи залізниць перевозилися на арбах, караванним способом. Подальший розвиток, як нафтової промисловості, так і інших видів виробництв, поступово більше розширювали як ареал зосередження транспортних комунікацій та інфраструктури (до того велика частина всіх транспортних комунікацій і відповідної інфраструктури припадало на Бакинську губернію) так і призначення та напрямки перевезень і розвитку транспортної системи в Азербайджані.

## Автомобільний

### Історія
Свій розвиток дорожня мережа почала з середини XIX століття будівництвом гужових брукованих доріг. Велика частина дорожньої мережі була зосереджена в межах Бакинської губернії, і призначалася для полегшення транспортування нафти і нафтопродуктів, що перевозилася на арбах, караванним методом. Тоді ж, 1850 року була побудована перша шосейна дорога в Азербайджані Єлизаветпольської губернії поблизу селища Абдаляр. У 1860 році побудована шосейна дорога Євлах — Шуші — Нахічевань — Ерівань. Більша частина автогужових доріг на початок XX-го століття були ґрунтовими, тільки 209 км мали тверде покриття. Основним видом пересування по гужовим дорогам були легкові візники — фаетони. У 1911 році в Азербайджані налічувалося 39 автомобілів. До кінця 20-х років автомобільний парк в Азербайджані налічував 896 автомобілів, з них 275 легкових автомобілів, 518 вантажних, 103 спеціалізованих. Ще близько 400 автомобілів малося на складі автопарку АзНафти. До 30-х років довжина автомобільних доріг склала близько 6 500 км.

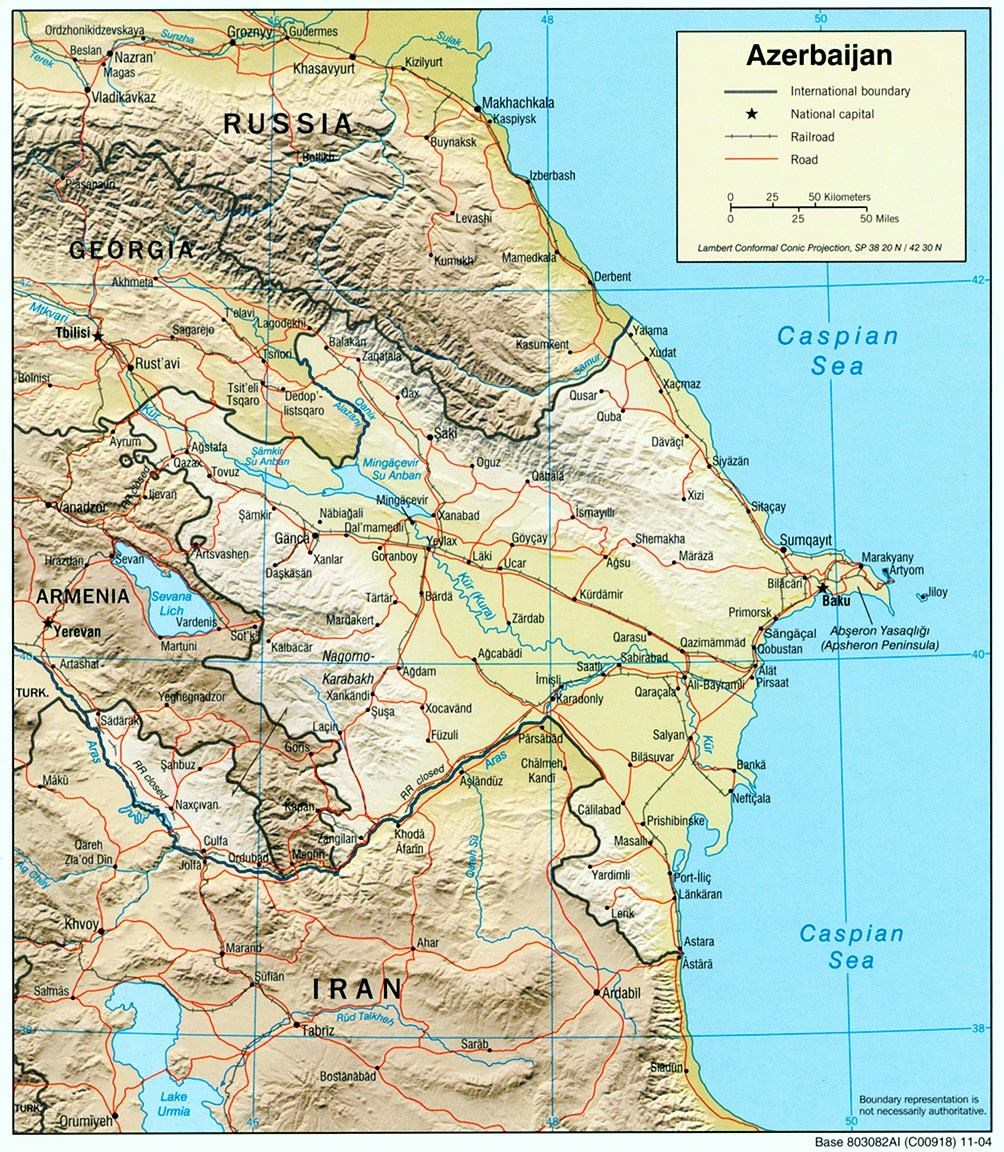
Карта основних транспортних магістралей
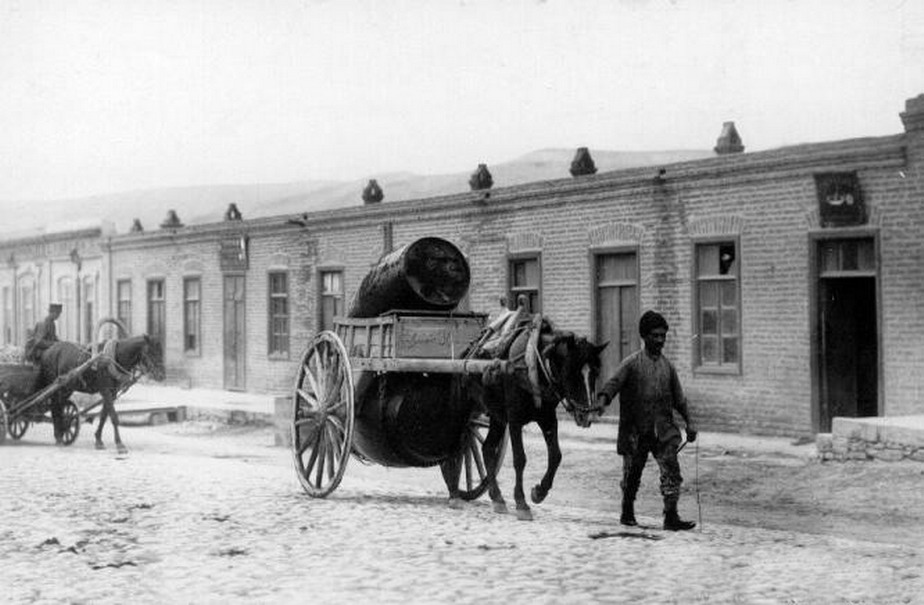
Арба для перевезення гасу, кінець XIX-го століття, Баку

Для розвитку автоперевезень в Азербайджанській РСР була заснована республіканська філія державної організації «Союзтранс», який займався вантажними і пасажирськими перевезеннями в межах республіки. У 1929 році був створений Народний комісаріат Автомобільного транспорту, у 1946 перетворений в Міністерство автомобільного транспорту Азербайджанської РСР. 1950-1960 роки характеризувалися високим темпом розвитку автомобільного транспорту: в республіці для міського автотранспорту створювалися автопарки, автобусні, таксомоторні, вантажні об'єднання з вантажних перевезень. Обсяг перевезення вантажів автотранспортом наприкінці 1980-х років склав 148 млн т. Із проголошенням незалежності, об'єднання і структури автотранспорту, були приватизовані. Нині весь обсяг пасажиро- і вантажоперевезень по країні виконується приватними авто компаніями. Експлуатація та технічне обслуговування автомобільних доріг, перебуває у віданні Департаменту «Йолнагліййєтсервіс» (азерб. Yolnəqliyyatservis) Міністерства транспорту Азербайджану.

### Автошляхи
Загальна довжина автошляхів в Азербайджані, станом на 2006 рік, дорівнює 52 942 км, з яких 26 789 км із твердим покриттям і 26 153 км без нього (74-те місце у світі). Департаментом «Йолнагліййєтсервіс» (азерб. Yolnəqliyyatservis) Міністерства транспорту Азербайджану, експлуатується і обслуговується 22 134 км магістральних доріг країни. З них 1 684 км складають міжнародні магістралі, 2 669 — стратегічно важливі, 13 тис. км — місцевого важливості, 1,5 км — на території Баку, 3,3 тис. км — на території регіонів. Загальна кількість мостів на території країни становить 1 201.

Транзитні коридори Південного Кавказу
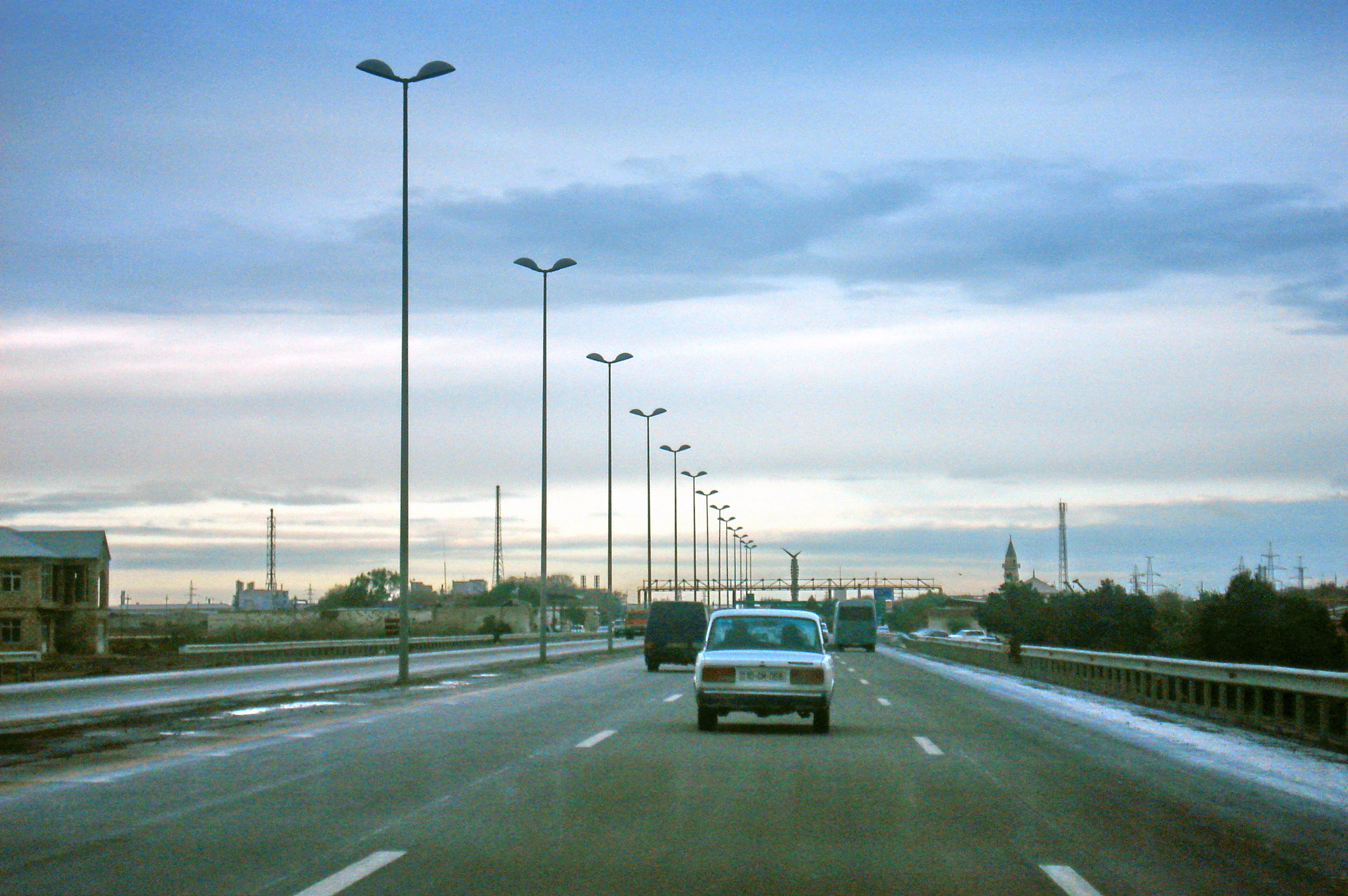
Новий автошлях між Баку і Сумгаїтом

Шосе в Азербайджані йдуть паралельно основним залізничним магістралям. Одне з них проходить уздовж Каспійського моря з Росії в Іран, через Баку. У свою чергу з Баку до грузинського кордону також веде автодорога. Від міста Євлах (на магістралі Баку-Тбілісі) на південь відходить шосейна дорога в Нагірний Карабах. Всі вони є сегментами наступних європейських автомобільних маршрутів:
E271
- E60
  - M1 Казах, Ґянджа
  - M4 Євлах, Карасу
  - M3 Баку

- E119
  - M2 Куба, Баку
  - M3 Баку, Ленкорань, Астара

- E002
  - A73 Садарак, Нахічевань, Джульфа, Ордубад
  - A33 Фізулінський район, Бейлаґанський район, Зангеланський район, Джебраїльський район — нині маршрут блокований.
  - A24 Сабирабад, Ширван
  - M4 Ширван, Кази-Магомед

### Автобусне сполучення
Автобус є найрозвиненішим видом громадського транспорту в містах країни. Між Баку і великими містами республіки і райцентрами, а також з містами Росії, Грузії, Ірану й Туреччини налагоджено регулярне автобусне сполучення.

## Залізничний
Загальна довжина залізничних колій країни, станом на 2014 рік, становила 2 068 км (70-те місце у світі), з яких 2 068 км широкої 1520-мм колії (1 240 км електрифіковано, 3 КВ постійного струму). Щільність залізничної мережі у 1993—1996 роках дорівнювала 242,0 км/10 тис. км².
Залізниці є одним з основних видів транспорту в Азербайджані, на їхню частку припадає близько 40 % вантажообігу (2007) і до 25 % пасажирообігу. У 1980-ті частка залізниць у загальному вантажно/пасажирообігу, становила 80 % і 50 % відповідно, обсяг перевезених вантажів у 1987 досяг 120 млн т. Падіння обсягів перевезень було пов'язано з розпадом СРСР, порушенням економічних зв'язків, конфліктом у Нагірному Карабасі. Усі ці явища різко знизили частку залізниць у перевезеннях по країні. Пік кризи перевезень припав на 1991—1993 роки. З 1995 року почався процес пожвавлення і нарощування рівня перевезень. З 2000 зростання обсягу перевезень став збільшуватися мінімум на 25 % щорічно. У 2007 році залізницями було перевезено до 35 млн т вантажів.
Мережа залізниць загального користування в Азербайджані і вся його інфраструктура належить ЗАТ «Азербайджанська залізниця», яка є державною компанією, що експлуатує залізниці загального користування. Крім ЗАТ АЗ, права операторів перевезень, мають також компанії Middle East Petrolium і Azersun, які володіють вантажним вагонним парком і мають ліцензію на перевезення нафти по залізниці. Крім того, своїми залізничними лініями, парком ПС, і об'єктами інфраструктури, володіють багато промислових підприємств, чия залізнична інфраструктура має статус промислових під'їзних шляхів.

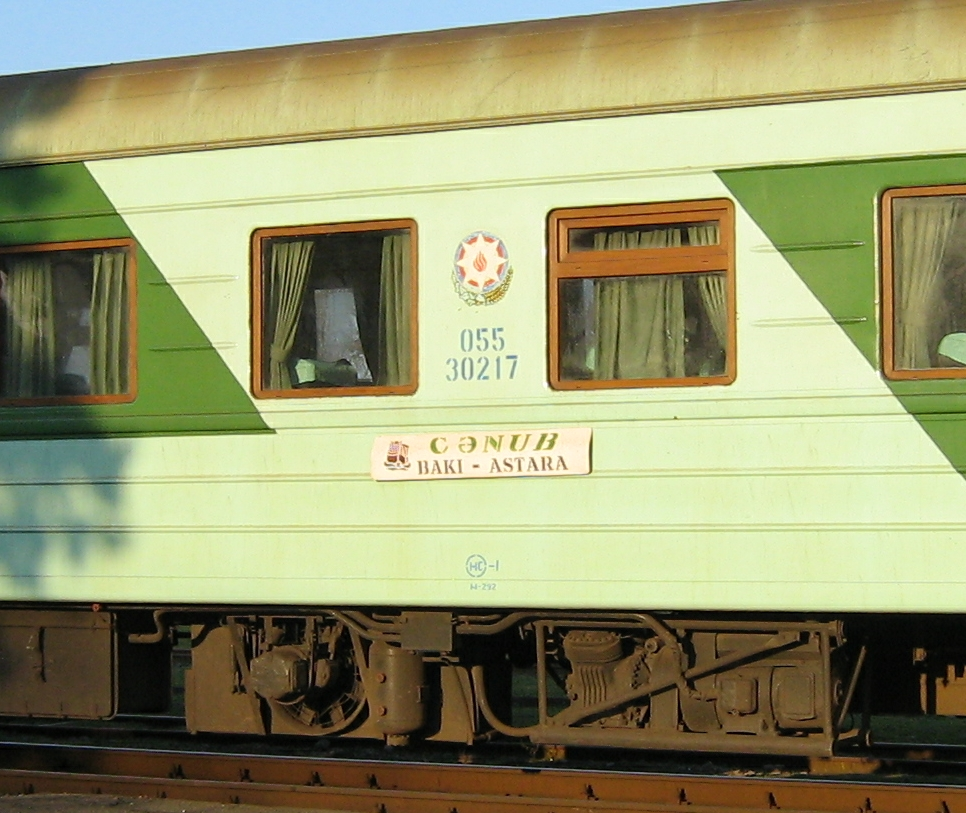
Вагон поїзда «Cәnub» (Баку — Астара)

В експлуатації Національної залізничної компанії Азербайджану, Закрите Акціонерне Товариство «Азербайджанська Залізниця», перебуває:
- 500 електровозів,
- 270 тепловозів,
- 38 тис. вантажних вагонів,
- 1 000 пасажирських вагонів,
- 6 основних локомотивних депо,
- 2 оборотних локомотивних депо,
- 9 вагонних депо.

### Вузькоколійні залізниці
З кінця XIX по кінець XX століття в Азербайджані були побудовані і експлуатувались лінії залізниць вузької колії, відомчого підпорядкування. Всі вузькоколійні залізниці мали колію 750 мм, крім Макінської вузькоколійної залізниці, яка мала колію 1 060 мм. Більша частина їх належала АзНафті, а також Міністерству сільського господарства Азербайджанської РСР. Першою залізницею, побудованої в Азербайджані, була вузькоколійна залізниця Кедабекського мідіплавільного заводу «Брати Сіменс», яка була відкрита на кілька місяців раніше, ніж лінія Баку — Сабунчи Сураханінської залізниці.

### Навчальні залізниці
В Азербайджані спочатку 1947 року в Баку, пізніше 1977 року в Нахічевані були побудовані дитячі залізниці, метою і призначенням яких була прищеплення дітям інтересу до залізниць, їх теоретичну і практичну підготовку до роботи в майбутньому на залізницях. Багато випускників дитячих залізниць надалі вибирали професію залізничника, випускники користувалися певними пільгами при вступі до залізничних училищ, технікумів та вищих навчальних закладів на залізничні спеціальності. Нахічеванськая дитяча залізниця — закрита.

## Повітряний
У країні, станом на 2013 рік, діє 37 аеропортів (108-ме місце у світі), з них 30 із твердим покриттям злітно-посадкових смуг і 7 із ґрунтовим. Аеропорти країни за довжиною злітно-посадкових смуг розподіляються наступним чином (у дужках окремо кількість без твердого покриття):
- довші за 10 тис. футів (>3047 м) — 5 (0);
- від 10 тис. до 8 тис. футів (3047-2438 м) — 5 (0);
- від 8 тис. до 5 тис. футів (2437—1524 м) — 13 (0);
- від 5 тис. до 3 тис. футів (1523—914 м) — 4 (0);
- коротші за 3 тис. футів (<914 м) — 3 (7)[1].

Найбільші міста Азербайджану пов'язані з Баку і між собою авіасполученням. Найбільший аеропорт знаходиться в Баку — Бакинський міжнародний аеропорт імені Гейдара Алієва, звідки здійснюються регулярні міжнародні рейси. Крім Баку, регулярні міжнародні рейси здійснюються також з Ґянджі і Нахічевані. Ходжалинський аеропорт на території Нагорного Карабаху перебуває під контролем самопроголошеної вірменської сепаратистської республіки Арцах. Згідно з програмою розвитку цивільної авіації Азербайджану, в 2008 році були відновлені регіональні аеропорти в Ленкорані, Закаталах, планувалось відновлення аеропорту Шекі.
У країні, станом на 2015 рік, зареєстровано 2 авіапідприємства, які оперують 35 повітряними суднами. Державні Азербайджанські авіалінії (азерб. Azərbaycan Hava Yolları, AZAL) є концерном, що оперую наступними компаніями: AZAL Avia (пасажирські), AZAL Cargo Air (вантажні перевезення) AZAL Helicopters (гелікоптерний оператор), AZAL Aero (сільськогосподарська авіація). Крім того в країні свого часу діяли, деякі продовжують діяти приватні авіакомпанії: Turan Air (пасажирські), Silk Way Airlines (вантажні перевезення), Imair Airlines (пасажирські перевезення в країни Європи і СНД).
За 2015 рік загальний пасажирообіг на внутрішніх і міжнародних рейсах становив 1,8 млн осіб. За 2015 рік повітряним транспортом було перевезено 41,95 млн тонно-кілометрів вантажів (без врахування багажу пасажирів). Державною організацією у сфері управління і регулювання цивільною авіацією слугує Державна адміністрація з авіаційного транспорту Азербайджану.
У країні, станом на 2012 рік, споруджено і діє 1 гелікоптерний майданчик у Забрати.
Азербайджан є членом Міжнародної організації цивільної авіації (ICAO). Згідно 20 статті Чиказької конвенції про міжнародну цивільну авіацію 1944 року, Міжнародна організація цивільної авіації для повітряних суден країни, станом на 2016 рік, закріпила реєстраційний префікс — 4K, заснований на радіопозивних, виділених Міжнародним союзом електрозв'язку (ITU).Аеропорти Азербайджану мають літерний код ІКАО, що починається з — UB.

## Водний

### Історія
Історія судноплавства на Каспії налічує близько 1600 років. Відомості про мореплавання по Каспію хоча відомі з античної епохи, але перші відомі морські порти в межах сучасного Баку з'явилися на азербайджанському березі Каспію ще в епоху албанського царства. Широкий розвиток мореплавання з'явився за часів появи держави Ширваншахів, які першими також створили регулярний торговельний і військовий флот у Каспійському морі. Сучасне торговельне судноплавство почало розвиватися з середини XIX століття, зі створенням у 1858 році Акціонерного товариства «Кавказ і Меркурій», чия націоналізація в 1918 році, а в подальшому об'єднання з флотом «Каспійський танкер» — Касптанкер у 1953 році призвела до утворення Каспійського морського пароплавства — Каспар. Своєю появою торговельне судноплавство, у тому числі поява АТ «Кавказ і Меркурій» зобов'язана початком промислового освоєння видобутку й переробки нафти. Азербайджан став батьківщиною танкерного флоту, вперше в історії морського судноплавства кораблі почали використовувати для перевезення нафти, першим судном для нафтоперевезення стала нафтова баржа «Олександр», яка збудована 1873 року. 1878 року був зданий в експлуатацію перший у світі танкер «Зороастр». З 1903 року на Каспії починається епоха теплоходів, з будівництвом теплохода «Вандал». З 1889 року покладено початок суднобудівної та судноремонтної промисловості в Азербайджані.

### Морський
Головні морські порти країни:
- Астара.
- Баку на Каспійському морі. 17 причалів (5 призначені для транспортування сирої нафти та нафтопродуктів, 10 — для перевезення лісу та інших вантажів, 2 — пасажирських)[15]. Бакинський порт має в своєму розпорядженні також великі нафтові термінали в Дюбенді і Сангачалі, планується перенесення основної частини бакинського порту з центру міста, в далеке передмістя Баку, Аляти.
- Ленкорань.
- Сумгаїт.

Морський торговий флот країни, станом на 2010 рік, складався з 90 морських суден з тоннажем більшим за 1 тис. реєстрових тонн (GRT) кожне (53-тє місце у світі), з яких: суховантажів — 27, танкерів для хімічної продукції — 1, пасажирських суден — 2, вантажно-пасажирських суден — 8, нафтових танкерів — 47, ролкерів — 3, спеціалізованих танкерів — 2.
Станом на 2010 рік, кількість морських торгових суден, що ходять під прапором країни, але є власністю інших держав — 1 (Туреччини — 1); зареєстровані під прапорами інших країн — 2 (Мальти — 1, Сент-Вінсенту і Гренадин — 1).

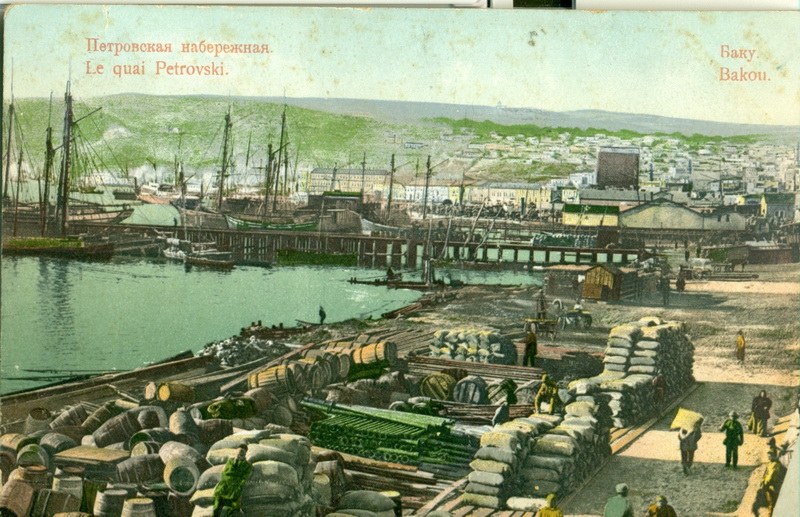
Старі причали Бакинського порту, XIX століття
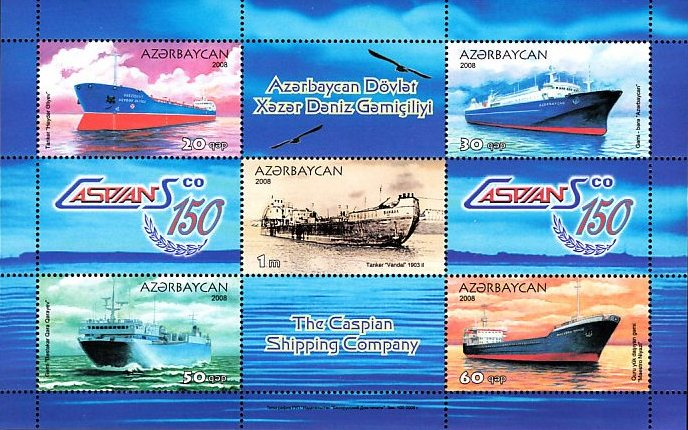
Азербайджанські марки, присвячені 150 річчю Каспара
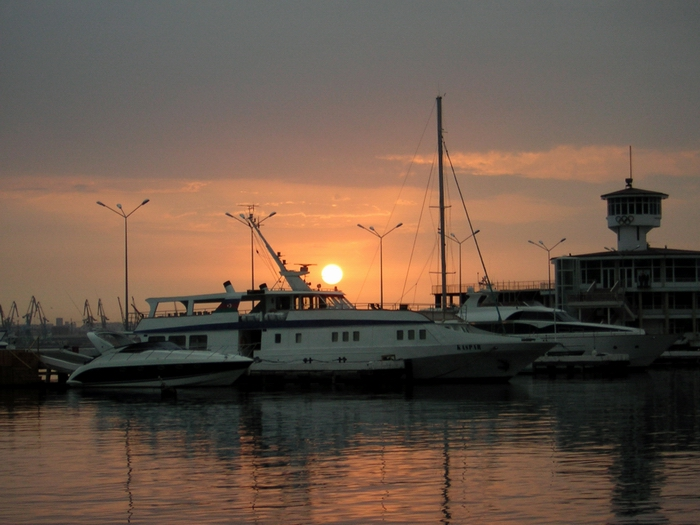
Яхт-клуб у Бакинській бухті

Найбільшою азербайджанською судноплавною компанією є Каспійське морське пароплавство — Каспар (азерб. Xəzər dəniz gəmiçiliyi), яка є також найбільшою судноплавною компанією в акваторії Каспійського моря. Каспар займається перевезенням всіх видів вантажів, але вагому частку в перевезеннях становлять нафта і нафтопродукти, компанія також виконує перевезення пасажирів, і є оператором залізничної поромної переправи Баку-Туркменбаши, Баку-Актау. Каспару також належать і деякі судноремонтні заводи. Флот Каспару налічує 86 суден з сумарним дедвейтом 483,782 тонн, з яких 41 танкер, 35 сухогрузів, 10 допоміжних суден. Також є 3 судна типу 3 Ро-Ро (залізнично-автомобільний), 7 поромів (залізнично-пасажирський), пасажирські судна та катери. Каспійське пароплавство виконує і міжнародні перевезення в басейнах інших морів і океанів, в основному Чорного, Середземного, Балтійського морів, і Атлантичного океану.
Каспійський морський нафтовий флот — (азерб. Xəzər Dəniz Neft Donanmasi, XDND) є структурним підрозділом Азербайджанської державної нафтової компанії — ДНКАР, яка спеціалізується на морських нафтеперевезеннях, обслуговуванні нафто/газовидобутку, будівництві і ремонті, і транспортування морських бурових установок, прокладання підводних трубопроводів та інших комунікацій, а також аварійно-рятувальній службі. Каспморнафтофлот має у своєму складі 259 суден різного призначення. Має міжнародну сертифікацію, і бере участь у реалізації багатьох міжнародних проектів у різних регіонах світу.

#### Поромні переправи
Складовою частиною транспортної системи Азербайджану в міжнародних транспортних проектах і коридорах є залізничні поромні переправи Баку — Туркменбаші (Красноводськ), Баку — Актау. Перша з них почала діяти 1963 року, друга в 1970-ті роки. Пороми є залізничними і залізнично-автомобільними, що перевозять не тільки потяги, але й автомобілі та пасажирів.

### Річковий
Єдиною судноплавною річкою в Азербайджані була Кура, навігація по ній була цілорічної від Євлаха до гирла, поблизу міста Нефтчала. Але рівень глибини річки дозволяв використовувати тільки суда з малою осадкою і низькою водотоннажністю, тобто — з малою вантажопідйомністю. Ці особливості стримували розвиток річкового транспорту в Азербайджані. У великих населених пунктах уздовж річки були розташовані річкові пристані, найбільші з яких були в Сальяні, Ширвані (Алі-Байрамлі), Євлаху. У зв'язку з розвитком гідроенергетики, з будівництвом нових гідроелектростанцій і дамб, а також нерентабельністю річкового судноплавства по Курі, з кінця 1980-ті судноплавство було припинено.

## Трубопровідний

Баку — Джейхан (1773 км);
Баку — Новоросійськ (1400 км);
Баку — Супса (837 км);
Баку — Тбілісі — Ерзерум (690 км)

Загальна довжина газогонів в Азербайджані, станом на 2013 рік, становила 3 980 км; нафтогонів — 2 446 км.

### Історія
Восени 1878 року на нафтопромислах у районі Баку за проектом і під технічним керівництвом відомого інженера В. Г. Шухова був побудований перший нафтопровід у Російській імперії. Він з'єднав район нафтовидобутку Балаханського родовища на Апшеронському півострові і нафтопереробні заводи Чорного міста на околиці Баку.
В 1930 році був введений в експлуатацію Нафтопровід Баку-Батумі для транспортування нафти з району нафтовидобутку в околицях Баку до узбережжя Чорного моря в порт Батумі. Після розпаду СРСР нафтопровід був замінений ділянкою нафтопроводу Баку-Тбілісі-Джейхан і Баку — Супса.

### Сучасність
У 1990-ті роки, з набуттям Азербайджаном незалежності були підписані контракти з розробки азербайджанських нафтових родовищ на Каспійському морі: «Азері», «Чираг» і «Гюнешлі», а також газового родовища «Шахденіз». Для забезпечення експорту вуглеводнів на світові ринки була розроблена нафтова стратегія, згідно з якою на першому етапі ро — -Новоросійськ і через територію Грузії, за маршрутом Баку — Супса, а потім з основного трубопроводу через турецьку територію — до порту Джейхан. Відповідно до нафтової стратегії були відновлені і побудовані заново такі трубопроводи: Північний експортний маршрут, Західний експортний маршрут, Баку — Тбілісі — Джейхан і Південнокавказький газовий.
Діючі трубопроводи:
- Газопровід Баку — Тбілісі — Ерзурум (Південнокавказький трубопровід) був офіційно відкритий 25 березня 2007 року. Діаметр трубопроводу — 42 дюйма, протяжність становить 970 км (442 км в Азербайджані, 248 км у Грузії і 280 км від грузинсько-турецького кордону до Ерзурум). Довжина кожної труби — 11,5 м[18]. По ньому передбачається прокачування газу, що видобувається в рамках проекту Шахденіз[19].
- Нафтопровід Баку — Тбілісі — Джейхан — трубопровід для транспортування каспійської нафти до турецького порту Джейхан, розташованому на березі Середземного моря. Офіційне урочисте відкриття всього нафтопроводу пройшло 13 липня 2006 року в Джейхані. Протяжність 1 773 кілометри (по території Азербайджану (449 км), Грузії (235 км) і Туреччини (1059 км)). Проектна пропускна потужність — 50 мільйонів тонн нафти на рік, або один мільйон барелів на добу. Вартість — 3,6 млрд доларів.
- Нафтопровід Баку — Супса було введено в експлуатацію 17 квітня 1999 року. Трубопровід був побудований в рамках контракту на розробку родовищ Азері-Чираг-Гюнешлі, його довжина становить 837 кілометрів.[20] Діаметр трубопроводу 530 мм.[21]
- Нафтопровід Баку — Новоросійськ — трубопровід для транспортування каспійської нафти до російського порту Новоросійськ, розташованому на березі Чорного моря.

## Міський громадський
Міський громадський транспорт отримав розвиток і поширення по всьому Азербайджану. В Азербайджані з самого початку були представлені всі види міського транспорту, автобуси, трамваї, тролейбуси, метро. Початок сучасному міському транспорту в Азербайджані поклали міські фаетони і конка, надалі замінені на автотранспорт і трамваї. Трамваї в Азербайджані існували в Баку, Сумгаїті і Ґянджі, тролейбуси в Баку, Сумгаїті, Ґянджі, Мінгечаурі, Алі-Байрамлі, Нахічевані. На сьогодні уся мережа трамваїв і тролейбусів закрита. З нині функціонуючих видів міського транспорту, діють автобуси і метрополітен.

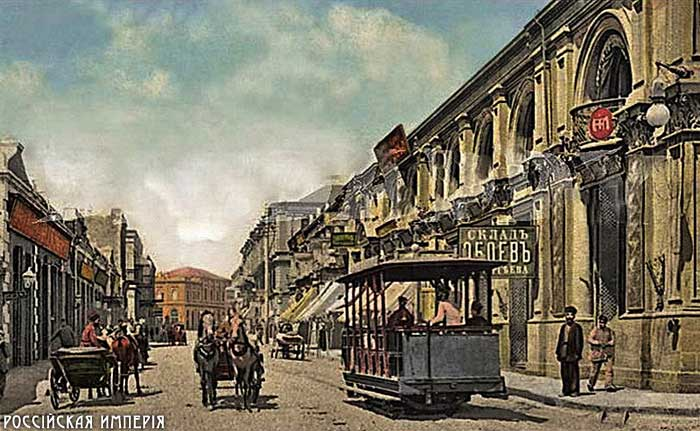
Транспорт Баку на листівці дореволюційної Росії
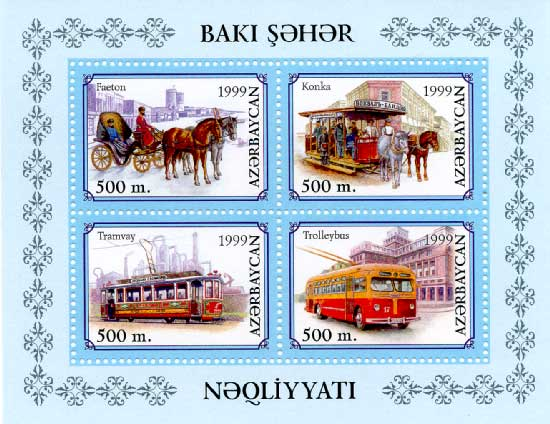
Історія міського транспорту Баку на азербайджанських марках 1999 року

Міський громадський автотранспорт, є всіх містах і селах Азербайджану, кожен райцентр має свою мережу внутрішньоміського, внутрішньорайонної і міжрайонного автобусного сполучення. Більша частина всіх автоперевізників є приватними компаніями. З 2007 року йде посилена заміна автобусів малої місткості (маршруток) на автобуси великої місткості.

### Метрополітен
Бакинський метрополітен (азерб. Metropoliten) відкрито 6 листопада 1967 року. Складається з двох ліній, червоної та зеленої, загальна довжина — 29,9 км, має 20 станцій. Є одним з двох (поряд з міським громадським автотранспортом) найважливіших видів міського транспорту Баку, виконано значний обсяг пасажироперевезень.

## Державне управління
Держава здійснює управління транспортною інфраструктурою країни через міністерство транспорту. Станом на 7 березня 2016 року міністерство в уряді Артура Рашизаде очолював Зія Маммадов.

### Українською
- Атлас. 10-11 клас. Економічна і соціальна географія світу / упорядники :  О. Я. Скуратович, Н. І. Чанцева. — К. : ДНВП «Картографія», 2010. — ISBN 978-966-475-639-3.
- Атлас світу / голов. ред. І. С. Руденко ; зав. ред. В. В. Радченко ; відп. ред. О. В. Вакуленко. — К. : ДНВП «Картографія», 2005. — 336 с. — ISBN 9666315467.
- Безуглий В. В. Економічна і соціальна географія зарубіжних країн : Навчальний посібник. — К. : ВЦ «Академія», 2007. — 704 с. — ISBN 978-966-580-239-6.
- Безуглий В. В., Козинець С. В. Регіональна економічна і соціальна географія світу : Навчальний посібник. — видання 2-ге, доп., перероб. — К. : ВЦ «Академія», 2007. — 688 с. — ISBN 966-580-144-9.
- Головченко В., Кравчук О. Країнознавство: Азія, Африка, Латинська Америка, Австралія і Океанія. — К., 2006. — 335 с. — ISBN 966-8939-04-2.
- Дахно І. І. Країни світу: Енциклопедичний довідник / І. І. Дахно, С. М. Тимофієв. — К. : Мапа, 2011. — 606 с. — (Бібліотека нового українця) — ISBN 978-966-8804-23-6.
- Дахно І. І. Економічна географія зарубіжних країн : навчальний посібник. — К. : Центр учбової літератури, 2014. — 319 с. — ISBN 978-611-01-0682-5.
- Дорошенко В. І. Географія транспорту : Навчальний посібник / В. І. Дорошенко, К. Д. Діденко. — К. : Київський нац. ун-т ім. Т. Шевченка, 2010. — 183 с. — ISBN 978-966-439-329-1.
- Дубович І. А. Країнознавчий словник-довідник. — 5-те вид., перероб. і доп. — К. : Знання, 2008. — 839 с. — ISBN 978-966-346-330-8.
- Економічна і соціальна географія країн світу : Навчальний посібник / За ред. С. П. Кузика. — Л. : Світ, 2002. — 672 с. — ISBN 966-603-178-7.
- Зарубіжна транспортна географія : навчальний посібник / уклад. : Петрашевський О. Л. и др. — К. : Національний транспортний університет, 2015. — 95 с. — ISBN 978-966-632-227-5.
- Ігнатьєв П. М. Країнознавство: Країни Азії. — Ч. : Книги-ХХІ, 2004. — 383 с. — ISBN 966-8029-53-4.
- Книш М. М., Мамчур О. І. Регіональна економічна і соціальна географія світу (Латинська Америка та Карибські країни, Африка, Азія, Океанія) : навч. посіб. — Л. : ЛНУ ім. Івана Франка, 2013. — 368 с. — ISBN 978-617-10-0007-0.
- Юрківський В. М. Регіональна економічна і соціальна географія. Зарубіжні країни : Підручник. — К. : Либідь, 2001. — 416 с. — ISBN 966-06-0092-5.
- Головченко В., Кравчук О. Країнознавство: Азія, Африка, Латинська Америка, Австралія і Океанія. — К., 2006. — 335 с. — ISBN 966-8939-04-2.
- Ігнатьєв П. М. Країнознавство: Країни Азії. — Ч. : Книги-ХХІ, 2004. — 383 с. — ISBN 966-8029-53-4.
- Книш М. М., Мамчур О. І. Регіональна економічна і соціальна географія світу (Латинська Америка та Карибські країни, Африка, Азія, Океанія) : навч. посіб. — Л. : ЛНУ ім. Івана Франка, 2013. — 368 с. — ISBN 978-617-10-0007-0.

### Англійською
- (англ.) Modern Transport Geography / Hoyle, B. and R. Knowles (eds). — Second Edition,. — London : Wiley, 1998.
- (англ.) Rodrigue, J-P. The Geography of Transport Systems. — Fourth Edition. — N. Y. : Routledge, 2017. — 440 с. — ISBN 978-1138669574.
- (англ.) Taaffe E. J., Gauthier H. L. and O'Kelly M. E. Geography of transportation. — Second Edition. — N. Y. : Prentice Hall, 1996. — ISBN 0-13-368572-1.
- (англ.) Black, W. Transportation: A Geographical Analysis. — N. Y. : Guilford, 2003.

### Російською
- (рос.) Максаковский В. П. Географическая картина мира. Книга I: Общая характеристика мира. — М. : Дрофа, 2008. — 495 с. — ISBN 978-5-358-05275-8.
- (рос.) Максаковский В. П. Географическая картина мира. Книга II: Региональная характеристика мира. — М. : Дрофа, 2009. — 480 с. — ISBN 978-5-358-06280-1.
- (рос.) Физико-географический атлас мира. — М. : Академия наук СССР и главное управление геодезии и картографии ГГК СССР, 1964. — 298 с.
- (рос.) Шаповал Н. С. Транспортная география и транспортные системы мира : учебное пособие. — К. : Центр учбової літератури, 2006. — 188 с. — ISBN 000-0000-00-4.
- (рос.) Экономическая, социальная и политическая география мира. Регионы и страны / под ред. С. Б. Лаврова, Н. В. Каледина. — М. : Гардарики, 2002. — 928 с. — ISBN 5-8297-0039-5.
- (рос.) Энциклопедия стран мира / глав. ред. Н. А. Симония. — М. : НПО «Экономика» РАН, отделение общественных наук, 2004. — 1319 с. — ISBN 5-282-02318-0.